# دیوید اوبرن
دیوید اوبرن (انگلیسی: David Auburn؛ (زادهٔ ۳۰ نوامبر ۱۹۶۹) یک فیلم‌نامه‌نویس و نویسنده اهل ایالات متحده آمریکا است.
نمایشنامه ‌‌اثبات  نوشته اوبرن،  در سال ۲۰۰۱ برنده جایزه پولیتزر و جایزه تونی برای بهترین نمایش‌نامه شد. 
وی همچنین برنده جوایزی همچون کمک هزینه گوگنهایم شده است.